# Stranzenbach (Ruppichteroth)
Stranzenbach ist ein Ortsteil der Gemeinde Ruppichteroth im Rhein-Sieg-Kreis, Regierungsbezirk Köln, im südlichen Nordrhein-Westfalen. Der Ort ist zweigeteilt, für den nördlichen Ortsteil siehe Stranzenbach (Nümbrecht).

## Geografie
Das Dorf liegt auf den Hängen des Bergischen Landes. Der namensgebende Bach bildet die Grenze zum benachbarten Oberbergischen Kreis und fließt westlich in die Bröl.

## Geschichte
1464 wurde der Ort erstmals urkundlich erwähnt als Straentzenbach.
1809 hatte der Ort 11 lutherische und 55 reformierte Einwohner.
1910 waren für Stranzenbach die folgenden Haushalte verzeichnet: Ackerer Heinrich Altwicker, Ackerer Heinrich Held, Ackerer Karl Hottenbacher, Ackerer Wilhelm Koch, Zimmermann Heinrich Lang, Ackerer Wilhelm Lang, die drei Maurerfamilien Albrecht, Christian und Heinrich Ley, Maurer Wilhelm Ohlig, Schreiner Christian Paul, Maurer Wilhelm Paul, Ackerer Heinrich Schmidt, Ackerer Wilhelm Schmidt und Schreiner Wilhelm Windhausen.

## Anmerkung
1. ↑  Durch den Ort verläuft eine Gemeindegrenze, die Einwohnerzahl bezieht sich nur auf den in der Gemeinde Ruppichteroth liegenden Teil.